# NGC 102
NGC 102 es una galaxia lenticular localizada aproximadamente a 330 millones de años luz de distancia en la constelación de Cetus. Fue descubierta por Francis Leavenworth en 1886 y su magnitud aparente es de 14.